# Hiệp hội Lữ hành Việt Nam
Hiệp hội Lữ hành Việt Nam là tổ chức xã hội nghề nghiệp phi chính phủ phi lợi nhuận của những người và doanh nghiệp hoạt động trong lĩnh vực lữ hành và hướng dẫn, vận chuyển khách du lịch tại Việt Nam. Hiệp hội có tên giao dịch tiếng Anh là Vietnam Society of Travel Agents, viết tắt là VISTA .
Điều lệ hiện hành của Hiệp hội được Hiệp hội Du lịch Việt Nam phê duyệt tại quyết định số 01/QĐ-HHDLVN ngày 05 tháng 1 năm 2011 .
Hiệp hội có trụ sở tại tầng 7, nhà 58 Kim Mã, quận Ba Đình, Hà Nội.
Hiệp hội Lữ hành là thành viên của Hiệp hội Du lịch Việt Nam .